# Leo van Zandvliet

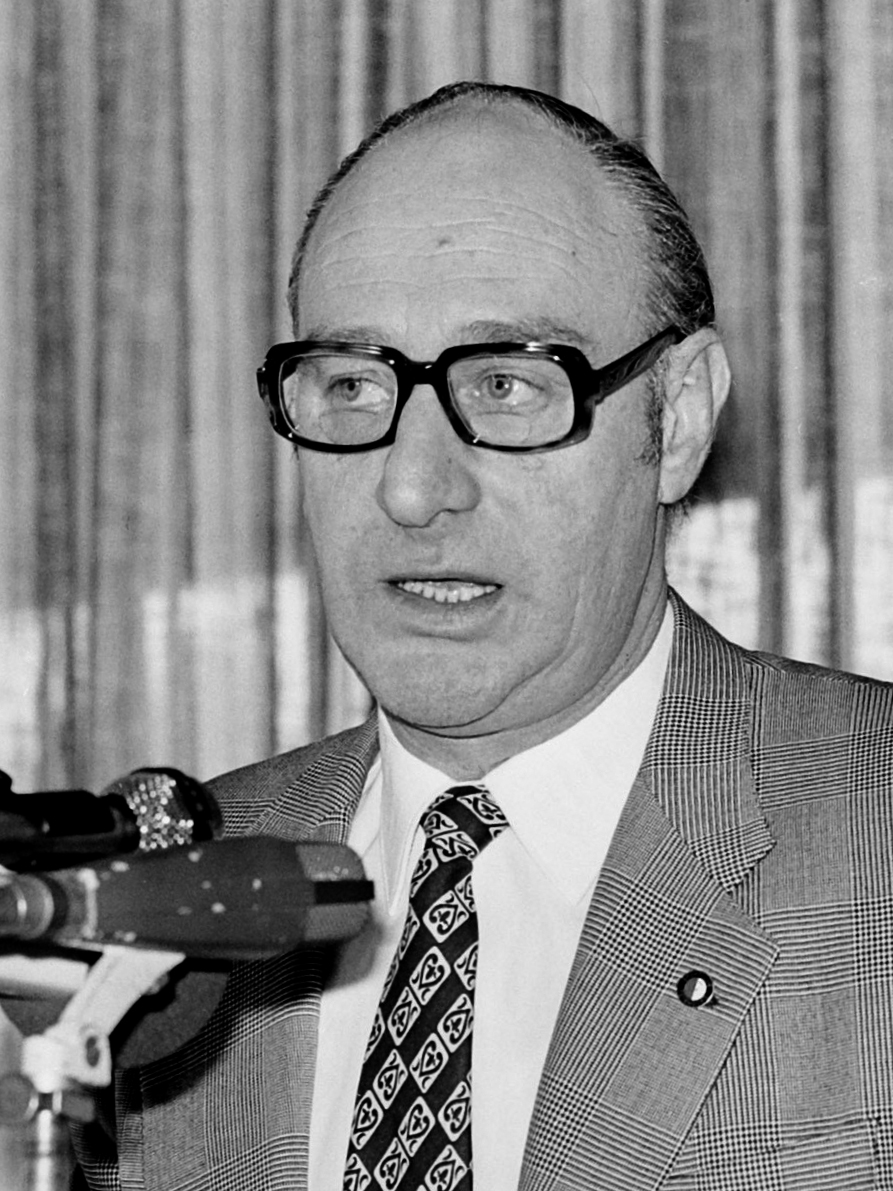
Leo van Zandvliet (1974)

Leo van Zandvliet (27 april 1919 - 2 mei 1999) was voorzitter van de voetbalclub Feyenoord van 1973 tot 1978. 
Leo van Zandvliet was de eerste voorzitter van de Stichting Feyenoord na de splitsing. Van beroep was hij directeur van de Vakraad van de Metaal. Hij werd in 1936 lid maar als bij andere voorzitters kwamen zijn kwaliteiten meer tot zijn recht in commissies en besturen dan als voetballer. Hij was lid van de vele commissies en werd lid van Verdienste in 1979. Hij was eveneens oprichter en bestuurslid van de Federatie van Betaald Voetbal Organisaties, de Federatie van Betaald Voetbal Organisaties (FBO). Onder zijn leiding werd in 1974 het landskampioenschap verworven alsmede de UEFA Cup. Na een werkzaam leven overleed hij op 2 mei 1999. Van Zandvliet is de grootvader van de Nederlandse honkbalinternational Leon Boyd.

## Prijzen van Feyenoord tijdens zijn voorzitterschap
- Landskampioen: 
  - 1974
- UEFA Cup: 
  - 1974